# Албіца
Албіца (рум. Albița) — село у повіті Васлуй в Румунії. Входить до складу комуни Дринчень.
Село розташоване на відстані 306 км на північний схід від Бухареста, 36 км на північний схід від Васлуя, 58 км на південний схід від Ясс.

## Населення
За даними перепису населення 2002 року у селі проживала 81 особа, усі — румуни. Усі жителі села рідною мовою назвали румунську.